# Ruslan Mezentsev
Ruslan Volodomyrovytj Mezentsev (ukrainska: Руслан Володимирович Мезенцев), född den 24 juni 1981 i Kirovohrad i Ukrainska SSR i Sovjetunionen (nu Ukraina), är en ukrainsk före detta gymnast.
Han tog OS-silver i lagmångkampen i samband med de olympiska gymnastiktävlingarna 2000 i Sydney.